# Ajtos
 Ajtos (bugarski: Айтос, grčki i trački: Aetós, Αετος) je grad na istoku Bugarske, u Oblasti Burgas, udaljen oko 30 kilometera od bugarske crnomorske obale.

## Povijest
Najstarije naselje iz kojeg je nastao današnji Ajtos osnovala su tračka plemena. Arheološka istraživanja govore o postojanju naselja već prije 500. pr. Kr. Po jednoj staroj tračkoj legendi jedan od Orfejevih učenika i sljedbenika -  Aetos osnovao je grad. Tijekom svoje višestoljetne povijesti grad se različito zvao;  Aetos, Astos, Idos i Akvilia, između ostalog.
Za vrijeme vladavine kana Tervela, Ajtos i cijeli kraj oko grada po prvi put je uključen u Bugarsko Carstvo. Tvrđava - Aetos bila je važan dio obrane Bugarskih zemalja protiv napada i provala Mongola, Avara i križara.
1378. godine grad su zauzele otomanske trupe, pod vodstvom sultana Murata I. Za vrijeme Rusko-turskog rata 1828. – 1829., ruski general Hans Karl von Diebitsch pretvorio je Ajtos u značajno vojno uporište. Nakon sklapanja Adrianopolskog mira 1829. godine, mnogi od muslimanskih stanovnika grada iselili su se u Besarabiju.
U vrijeme Bugarskog nacionalnog preporoda, stanovnici Ajtosa uzeli su učešća u tom pokretu. Bugarski nacionalni velikan Vasil Levski osobno je osnovao u gradu revolucionarni komitet.
Nakon oslobođenja Ajtos je postao živo trgovačko središte, u to vrijeme važnije i od Burgasa. Prva djevojačka agronomska škola osnovana je u Ajtosu, u tom vremenu.

## Kultura u gradu
Ajtos je u Bugarskoj poznat po svom tradicionalnom proljetnom festivalu (svibanj-lipanj) narodnih pjesama Noći slavuja. Festival se održava u rekreacijskom parku Slavujeva rijeka i privlači velik broj izvođača i posjetioca iz cijele Bugarske.

## Rekreacija i turizam

### Prirodne znamenitosti
- Rekreacijski park Slavujeva rijeka- Svega nekoliko Bugarskih gradova imaju toliko velike i lijepe parkove kao što je Slavujeva rijeka, u parku je smješten i Ajtoski zoološki vrt.
- Formacija stijena Trite Bratja (Tri brata)
- Park prirode Kazanite
- Park prirode Hisarja
- Državna šuma Korijata

#### Povijesne znamenitosti
- Antička utvrda  Aetos
- Ajtoski povijesni put - antička cesta koja je povezivala antičke zemlje Trakiju i Meziju
- Sv. Dimitrij Solunski, pravoslavna crkva
- Ajtosko termalno kupalište

#### Kulturne znamenitosti
- Etnografsko selo Genger
- Muzej Peter Stanev
- Kazalište Vasil Levski

## Vanjske poveznice
- Službene stranice općine Ajtos
- EcoTrail Aitos - Službene turističke stranice